# Adutora do Acarape
A Adutora do Acarape foi construída pelo DNOCS entre os anos  de 1910 e 1924 e passou, ao longo destes anos, por várias etapas e fases de modificação do projeto original.
Esta adutora de 380 mm foi construída juntamente com o Açude Acarape do Meio, tendo como objetivo a distribuição de água bruta para Fortaleza.
Numa segunda etapa, na década de 60, foi ampliada para 550 mm e , na década de 70, para 800 mm.
Ataulmente esta abastece o Distrito Industrial de Fortaleza e os municípios de Acarape, Barreira,  Guaiúba , Maracanaú, Maranguape, Pacatuba e Redenção.
Fortaleza é atualmente abastecida pela água bruta do complexo Açude Gavião e Açude Pacoti/Riachão.

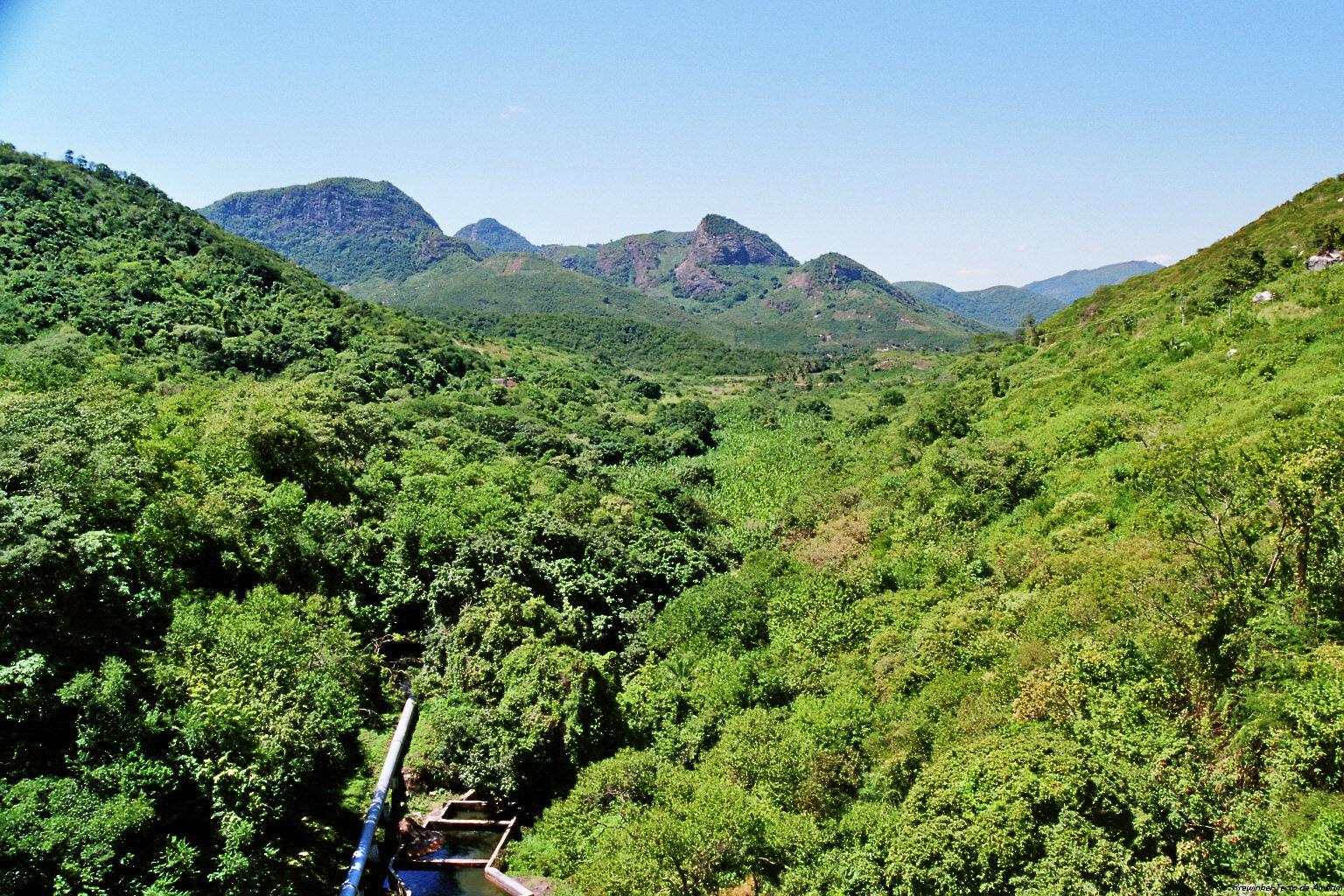
Início da tubulação da Adutora do Acarpe no Açude Acarape do Meio.

## Aqueduto
Com um aqueduto de 65 km de extensão de tubulação, partes externas e partes subterrâneas, que atravessa os municípios de Redenção, Guaiúba, Pacatuba, Maracanaú e Fortaleza.
Na primeira etapa do aqueduto, a tubulação do iniciava-se na barragem  Eugênio Gudin e finalizava-se nas caixas  d’água situadas por detrás da Faculdade de Direito da Universidade Federal do Ceará e depois sendo prolongado até às caixas  d’água da Praça Clóvis Bevilácqua, atual Praça da Bandeira.
Atualmente o aqueduto tem extensão de 56 km e finaliza-se no Distrito Industrial do município de Maracanaú.